# Edlingi
Edling von Laussenbach je rodbina grofov, ki izhaja s Švabske. Že v 13. stoletju so se razširili na območju današnje Slovenije, imela je veliko posesti na območju primorske kot npr. v Vipavi, v Ajdovščini, na Vogrskem, v Gorici... Ko so se preselili v  Ajdovščino, so veliko pripomogli k razvoju kraja. Predstavniki rodbine Edling so bili  na pomembnih položajih ( npr. Ivan Jakob Edling je bil ožji cesarjev svetovalec).
Rudolf Joseph von Edling

## Predstavniki
Edling Janez Nepomuk Jakob (šolnik)
Edling Rudolf Jožef (duhovnik, škof, teolog)
Edling Albert (grof)
Edling Jakob (grof)

### Janez Nepomuk Jakob Edling
1. maj 1751, Gorica - 1793, Dunaj
Janez Edling je bil šolnik. O njegovem zgodnjem življenju ne vemo veliko. Med letoma 1772-1774 postane administrator, kjer se tudi izpopolni v slovenščini. Ko na Dunaju izide splošna šolska naredba je ta posloveni. Leta 1777? postane referent ljudske šolske komisije. Pri deželnem glavarstvu je svetniki in član treh komisij. V notranji avstrijski šolski referent in gubernialni svetnik. Služboval pa je v Ljubljani. Bil je med soustanovitelji Academie Operosorum in bil tudi njen podpredsednik. Najvažnejše delo je opravil pri organiziranju slovenske osnovne šole. V slovenščino je prevedel tudi pedagoško knjigo.

### Rudolf Jožef Edling
1.avgust 1723, Gorica - 8.december 1803, Lodi
Rudolf Edling je bil škof, nadškof in teolog.  Svoj študij je opravil v  jezuitskem kolegiju. Bil je svetniška duša. V konflikt pride z Jožefom ll in zato mora podati odpoved za nadškofa. Najprej je papež ne sprejme a kasneje jo mora. Nato odide v Lodi in živi v samostanu očetov Filipincev. Tam se ukvarja z učenjem otrok, pridigo ... Obiskoval je tudi različne slovenske kraje in tam govoril v slovenskem jeziku.  V samostanu pa tudi umre. Po njegovi smrti ga povišajo v svetnika.